# 費爾頓
費爾頓（英語：Filton）是英國英格蘭南格洛斯特郡的一座城市，位於布里斯托北郊。費爾頓市中心的費爾頓教堂是一座二級保護建築，修建於12世紀。

## 友好城市
- 法國 圣瓦利耶

## 外部連結
- Filton Sector Avon and Somerset Constabulary.
- Filton Weather Filton weather